# Pachycraerus bellulus
Pachycraerus bellulus är en skalbaggsart som beskrevs av Lewis 1885. Pachycraerus bellulus ingår i släktet Pachycraerus och familjen stumpbaggar. Inga underarter finns listade i Catalogue of Life.